# César Sampaio
César Sampaio (n. 31 martie 1968) este un fost fotbalist brazilian.

## Statistici
| Brazilia | Brazilia | Brazilia |
| An       | Meciuri  | Goluri   |
| -------- | -------- | -------- |
| 1990     | 1        | 0        |
| 1991     | 1        | 0        |
| 1992     | 5        | 0        |
| 1993     | 4        | 0        |
| 1994     | 2        | 0        |
| 1995     | 10       | 1        |
| 1996     | 0        | 0        |
| 1997     | 8        | 1        |
| 1998     | 9        | 4        |
| 1999     | 0        | 0        |
| 2000     | 7        | 0        |
| Total    | 47       | 6        |